# Übergangsgewinn
Der Übergangsgewinn, oft auch Übergabegewinn genannt, ist eine steuerrechtliche Kennzahl. Die Berechnung des Übergangsgewinnes wird beim Wechsel der Gewinnermittlungsart von der Einnahmenüberschussrechnung (EÜR) zum Betriebsvermögensvergleich (oder umgekehrt) notwendig und ist im ersten Veranlagungszeitraum nach dem Wechsel verpflichtend Teil der Steuererklärung.

## Grundlage
Die Berechnung wird notwendig, da in der Einnahmenüberschussrechnung in der Regel nur tatsächlich vereinnahmte Entgelte versteuert werden, während beim Betriebsvermögensvergleich auch nicht eingegangene Forderungen erfasst werden. Einnahmen, die der Steuerpflichtige in einem Wirtschaftsjahr vereinbart, in dem der Gewinn durch Einnahmenüberschussrechnung berechnet wird, und die in einem späteren Wirtschaftsjahr, in dem der Gewinn durch Betriebsvermögensvergleich ermittelt wird, vereinnahmt werden, würden sonst gar nicht versteuert werden. Beim Wechsel von Betriebsvermögensvergleich zur EÜR hingegen würde ohne die Berechnung des Übergangsgewinnes eine doppelte Besteuerung dieser Einnahmen erfolgen.

## Berechnung
Beim Wechsel von einer Einnahmenüberschussrechnung zum Betriebsvermögensvergleich wird der Übergangsgewinn wie folgt berechnet:
```
     Warenanfangsbestand
   + Offene Kundenforderungen (brutto)
   + Sonstige offene Forderungen (brutto)
   + Geleistete Anzahlungen (brutto)
   + Aktive Rechnungsabgrenzungsposten
   + Vorsteuer aus offenen Verbindlichkeiten
   = Zwischensumme
```

```
     Zwischensumme
   – Lieferantenschulden (brutto)
   – Sonstige Verbindlichkeiten (brutto)
   – Erhaltene Anzahlungen (brutto)
   – Rückstellungen
   – Passive Rechnungsabgrenzungsposten
   – Umsatzsteuer aus offenen Forderungen
   – Offene Umsatzsteuer aus Vorjahr
   = Übergangsgewinn
```

Die negativen Werte tauchen in der Eröffnungsbilanz auf der Passiva auf, die positiven Werte auf der Aktiva. Beim Wechsel von Betriebsvermögensvergleich zur EÜR erfolgt die Berechnung mit jeweils umgekehrtem Vorzeichen.

## Steuerliche Auswirkung
Der Übergangsgewinn erhöht oder (im Falle eines Verlustes) vermindert den laufenden Gewinn des Wirtschaftsjahres, in dem der Wechsel vorgenommen wird. Der Gewinn kann auf Antrag des Steuerpflichtigen auf drei Jahre verteilt werden.
Keine Verteilung des Übergangsgewinnes nach Einkommensteuer-Richtlinien:
- beim Übergang von der Gewinnermittlung durch Betriebsvermögensvergleich (§ 4 Abs. 1 oder § 5 EStG) zur Gewinnermittlung durch Einnahmenüberschussrechnung nach § 4 Abs. 3 EStG[2]
- bei Betriebsveräußerung oder Betriebsaufgabe[3]
- bei Einbringung eines Betriebs in einer Personengesellschaft zu Buchwerten[4]